# Мангал Шобхаџатра
Мангал Шобхаџатра или Мангал Шоваџатра (бенг. মঙ্গল শোভাযাত্রা) је масовна поворка која се одржава у зору првог дана бенгалске Нове године, 14. априла, у Бангладешу. Поворку организују наставници и студенти Факултета ликовних уметности Универзитета у Даки. Фестивал се сматра изразом секуларног идентитета народа Бангладеша и начином промоције јединства. Унеско га је 2016. године прогласио за нематеријалну културну баштину света , категорисан на репрезентативној листи као наслеђе човечанства. 

## Етимологија
Бенгалска фраза Мангал Шобхаџатра дословно значи "процесија за благостање".

## Историја
Поворка фестивала први пут је одржана 1989. када је председник земље био аутократски владар Хусеин Мухамед Ершад. Државним ударом без проливања крви постао је председник земље.
У то време, земља је била под војном диктатуром и била је девастирана поплавама. У Даки се догодила масовна побуна током које је погинуло много људи, укључујући активисту Нура Хосеина. Студенти Факултета ликовних уметности Универзитета у Даки одлучили су да демонстрирају против режима тако што су организовали Мангал Шобхаџатру на бенгалску Нову годину (Пахела Баишак). 

## О поворци
Сваке године хиљаде људи учествује у поворци која приказује гигантске реплике птица, риба, животиња, народних прича и других мотива. Митинг симболизује јединство, мир и терање зла како би се омогућио напредак земље и човечанства. Међу радовима насталим за фестивал, бар један ће представљати зло, други храброст и снагу и трећи мир. Предмети за продају на тај дан такође се производе као извор финансирања, као што су слике о народном наслеђу Бангладеша. Мангал Шобхаџатра фестивал симболизује понос народа Бангладеша на своје народно наслеђе, као и њихову снагу и храброст да се боре против злокобних сила и њихову одбрану истине и правде. Такође представља солидарност и заједничку вредност за демократију, уједињујући људе. Знање и вештине преносе студенти и наставници унутар заједнице. Сматра се изразом секуларног идентитета народа Бангали, уједињујући земљу без обзира на класу, старост, веру или пол.

## Признање Унеска
Године 2014. Академија Бангла је саставила номинациону датотеку коју је одобрило Министарство за културна питања Бангладеша и поднело Унеску. Фестивал Мангал Шобхаџатра је 30. новембра 2016. изабран за нематеријалну културну баштину од стране Међувладиног комитета за заштиту нематеријалног културног наслеђа УНЕСКО-а на 11. седници која је одржана у Адис Абеби, Етиопија.

## Прославе у Индији
У 2017, пратећи стопе Бангладеша, свечани Мангал Шобхаџатра је изведен у Западном Бенгалу.